# Das Schloß in den Ardennen
Das Schloß in den Ardennen ist ein US-amerikanischer Kriegsfilm aus dem Jahr 1969 des Regisseurs Sydney Pollack. In der Hauptrolle ist der Schauspieler Burt Lancaster zu sehen.

## Handlung
Zweiter Weltkrieg: Eine amerikanische Spezialeinheit besetzt ein Schloss in den Ardennen im deutsch besetzten Belgien. Der Befehlshaber der Soldaten, Major Abraham Falconer, hat eine Affäre mit der Schlossherrin. Er entdeckt in den unterirdischen Gängen wertvolle Schätze.
Die deutschen Truppen starten die Ardennenoffensive und rücken mit Panzern bis zum Schloss vor. Die Amerikaner unter Major Falconer organisieren die Verteidigung, die verlustreich wird und zu großen Zerstörungen führt.

## Kritiken
Das Lexikon des internationalen Films schrieb, der Film schwanke zwischen Kolportage und Kritik und schwelge zum Ende hin in Zerstörungswut.
Rotten Tomatoes schrieb, der Film sei eine dramatische Allegorie.
Schlossroman mit bildungsbürgerlichen Allüren ... vor makabrer Kriegskulisse (Heyne Filmlexikon, 1996)

## Medien
- Das Schloss in den Ardennen. Columbia Tristar, London 2004 (1 DVD)